# Рудольф Нафцигер
Рудольф Нафцигер (нім. Rudolf Nafziger, 11 серпня 1945, Гаутінг — 13 липня 2008) — німецький футболіст, що грав на позиції півзахисника.
Виступав, зокрема, за мюнхенську «Баварію», а також національну збірну Німеччини.

## Клубна кар'єра
У дорослому футболі дебютував 1964 року виступами за команду клубу «Баварія», в якій провів чотири сезони, взявши участь у 125 матчах чемпіонату. Більшість часу, проведеного у складі мюнхенської «Баварії», був основним гравцем команди.
Згодом з 1968 по 1972 рік грав у складі швейцарського «Санкт-Галлена» та на батьківщині за «Ганновер 96».
Завершив професійну ігрову кар'єру в Австрії у клубі ЛАСК (Лінц), за команду якого виступав протягом 1972—1975 років.
Помер 13 липня 2008 року на 63-му році життя.

## Виступи за збірну
1965 року провів свій перший і останній матч у складі національної збірної Німеччини.

## Титули і досягнення
- Володар Кубка Німеччини (2):

«Баварія»: 1966, 1967
- Володар Кубка Кубків УЄФА (1):

«Баварія»:  1966-67